# Charlie Carver
Charlie Carver (n. Charles Carver Martensen, 31 de julio de 1988, San Francisco, California) es un actor estadounidense. Es conocido por su interpretación de Porter Scavo en la serie la ABC Desperate Housewives y Ethan en Teen Wolf, de la cadena MTV.

## Biografía
Carver nació en San Francisco. Es hijo de Robert Martensen, un doctor y escritor y Anne Carver, una filántropa y activista comunitaria. Tiene un hermano gemelo, Max Carver siete minutos menor que él, por lo que su fecha de nacimiento es diferente, Charlie nació el 31 de julio y Max el 1 de agosto de 1988.
Estudió actuación en The American Conservatory Theater de San Francisco, la Academia de Artes Interlochen, y la Universidad del Sur de California.
El 11 de enero de 2016 hizo pública su homosexualidad en su cuenta de Instagram.

### Carrera
Charlie debutó junto a su hermano Max en la serie de televisión de la ABC Desperate Housewives.
Desde 2013, aparece junto a su hermano en la serie de MTV Teen Wolf, donde interpretan a los alfas Ethan y Aiden, respectivamente. Ese mismo año fue elegido para interpretar a Scott Frost en la serie de HBO The Leftovers.

## Filmografía
| Cine       | Cine                                 | Cine               | Cine                                                   |
| Año        | Película                             | Rol                | Notas                                                  |
| ---------- | ------------------------------------ | ------------------ | ------------------------------------------------------ |
| 2013       | Underdogs                            | John Handon III    |                                                        |
| 2014       | Bad Ass 2: Bad Asses                 | Eric               |                                                        |
| 2015       | I Am Michael                         | Tyler              |                                                        |
| 2018       | In the Cloud                         | Jude               |                                                        |
| 2020       | The Boys in the Band                 | Cowboy             |                                                        |
| 2022       | The Batman                           | Uno de los Gemelos |                                                        |
| Televisión |                                      |                    |                                                        |
| Año        | Título                               | Rol                | Notas                                                  |
| 2008–2012  | Desperate Housewives                 | Porter Scavo       | Elenco recurrente                                      |
| 2012       | Fred 3: Camp Fred                    | Hugh Thompson      | Película para televisión                               |
| 2013       | Restless Virgins                     | Dylan              | Película para televisión                               |
| 2013-2017  | Teen Wolf                            | Ethan              | Elenco recurrente (Temporada 3) Invitado (Temporada 6) |
| 2014       | The Leftovers                        | Scott Frost        | Elenco principal                                       |
| 2014       | Hawaii Five-0                        | Travis Kealoha     | 1 episodio                                             |
| 2020       | Ratched                              | Huck Finnigan      | Personaje principal, serie de TV Netflix (8 episodios) |
| 2022       | American Horror Story: New York City | Adam Carpenter     | Personaje principal, serie de TV (10 episodios)        |